# 卡尔·哈根贝克

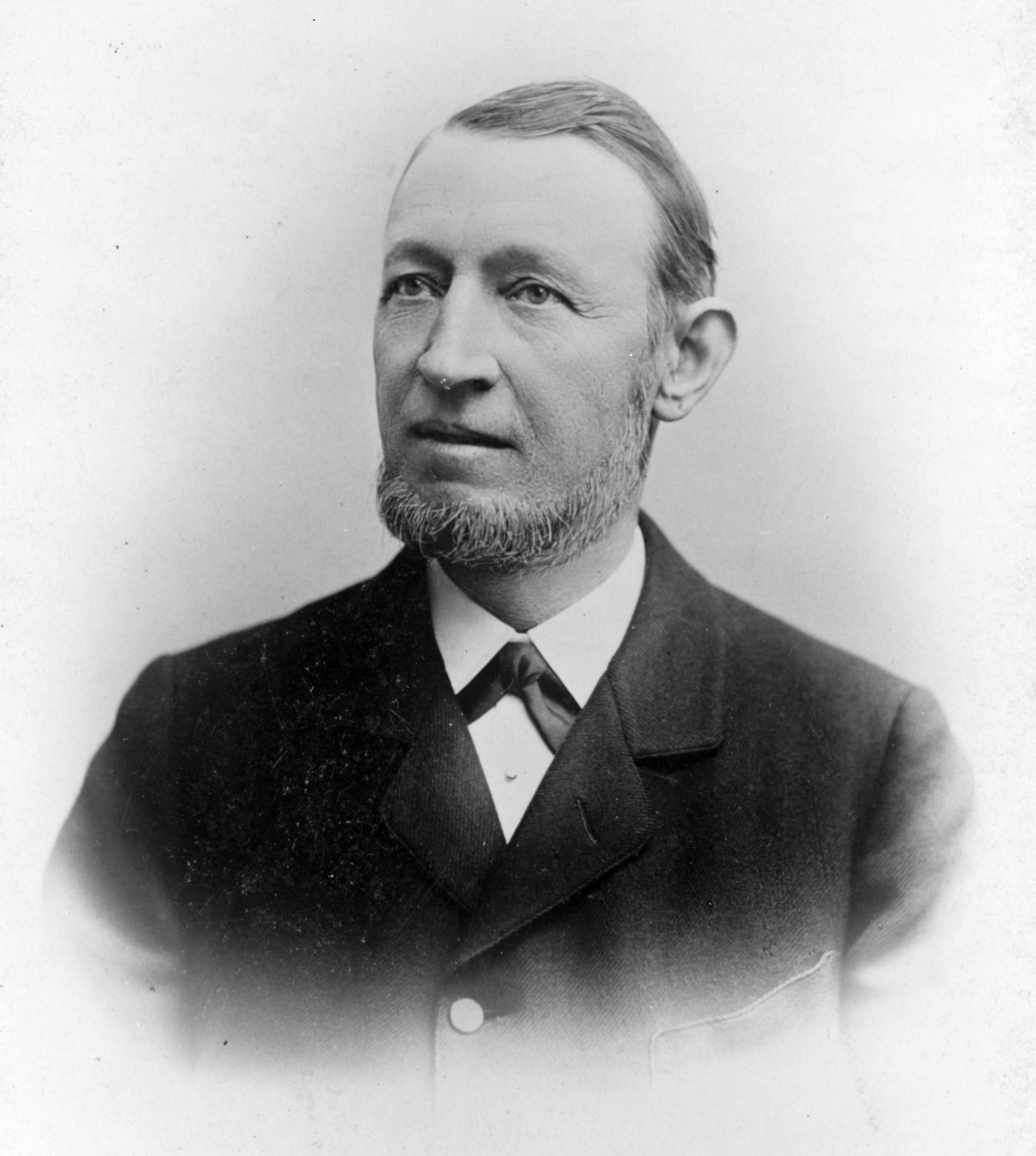
卡尔·哈根贝克

卡尔·哈根贝克（Carl Hagenbeck，1844年6月10日 - 1913年4月14日）是一位德国野生动物商人，他將許多野生動物賣給动物园以及菲尼亚斯·泰勒·巴纳姆。 他被視為現代动物园的奠基人， 因為他設計了沒有柵欄和囚籠的動物園，而動物園內通過壕溝將觀眾與動物分割開來。